# Canonização dos Romanov
Nicolau II da Rússia, sua esposa Alexandra, e seus cinco filhos Olga, Tatiana, Maria, Anastásia e Alexei são santos da Igreja Ortodoxa (designados como neomártires pela Igreja Ortodoxa Russa no Exterior e Portadores da Paixão pela Igreja Ortodoxa Russa). A família foi assassinada em 17 de julho de 1918 pelos bolcheviques na Casa Ipatiev em Ecaterimburgo, Rússia; o local de sua execução está agora sob o altar da Igreja do Sangue.
A família foi canonizada em 1991 como neomártir pela Igreja Ortodoxa Russa no Exterior. Eles foram canonizados junto com seus servos, que foram assassinados junto com eles. Os servos canonizados foram: o médico da corte Yevgeny Botkin; seu criado Alexei Trupp; seu cozinheiro, Ivan Kharitonov; e Anna Demidova, a dama-de-companhia de Alexandra. Também canonizados foram dois servos mortos em setembro de 1918, a criada  Anastasia Hendrikova e a tutora Catherine Adolphovna Schneider. Todos foram canonizados como vítimas de opressão pelos bolcheviques. A Igreja Ortodoxa Russa não canonizou os servos, dois dos quais não eram russos ortodoxos: Alexei Trupp era católico e Catherine era luterana.
A irmã de Alexandra, Isabel Feodorovna, que foi morta pelos bolcheviques em 18 de julho de 1918, foi canonizada como neomártir pela Igreja Ortodoxa Russa no Exterior, junto com João Constantinovich, Igor Constantinovich, Constantino Constantinovich, Sérgio Mikhailovich, e Vladimir Pavlovich Paley, Fyodor Semyonovich Remez, secretário pessoal de Sérgio, e a leal companheira  de Isabel, Irmã Bárbara Yakovleva, que também foram todos mortos com ela. Todos foram declarados mártires como vítimas de opressão pelos bolcheviques.
Em 1992, Isabel Feodorovna e Bárbara Yakovleva foram canonizadas como neomártires pela Igreja Ortodoxa Russa. Os príncipes e outros acompanhantes não foram canonizados. Em 2000, depois de muito debate, a família Romanov foi canonizada como Portadores da Paixão pela Igreja Ortodoxa Russa.

## Controvérsia
As canonizações foram controversas para ambos os ramos da Igreja Ortodoxa Russa. Em 1981, opositores observaram as fraquezas percebidas de Nicolau II enquanto governante e sentiam que suas ações levaram à Revolução Bolchevique resultante. Um padre da Igreja Ortodoxa Russa no Exterior observou que o martírio na Igreja Ortodoxa Russa não tem nada a ver com ações pessoais do mártir, mas em vez disso era relacionado ao porquê ele ou ela foi morta. Outros críticos notaram que a Igreja Ortodoxa Russa no Exterior parecia estar culpando judeus revolucionários pelas mortes e igualando o assassinato político de um assassinato ritual.
Havia aqueles que rejeitaram a classificação da família como mártires, porque eles não foram mortos por causa de sua fé religiosa. Não havia nenhuma prova de que a execução fosse um assassinato ritual. Os líderes religiosos em ambas as igrejas também tinham objeções ao canonizar família do czar, porque eles o percebiam como um imperador fraco cuja incompetência levou à revolução, o sofrimento de seu povo e fez dele pelo menos parcialmente responsável pelo seu próprio assassinato e os assassinatos de sua esposa e crianças. Para esses oponentes, o fato de que o czar fosse, na vida privada, um homem amável e um bom marido e pai não superava sua má governança da Rússia.

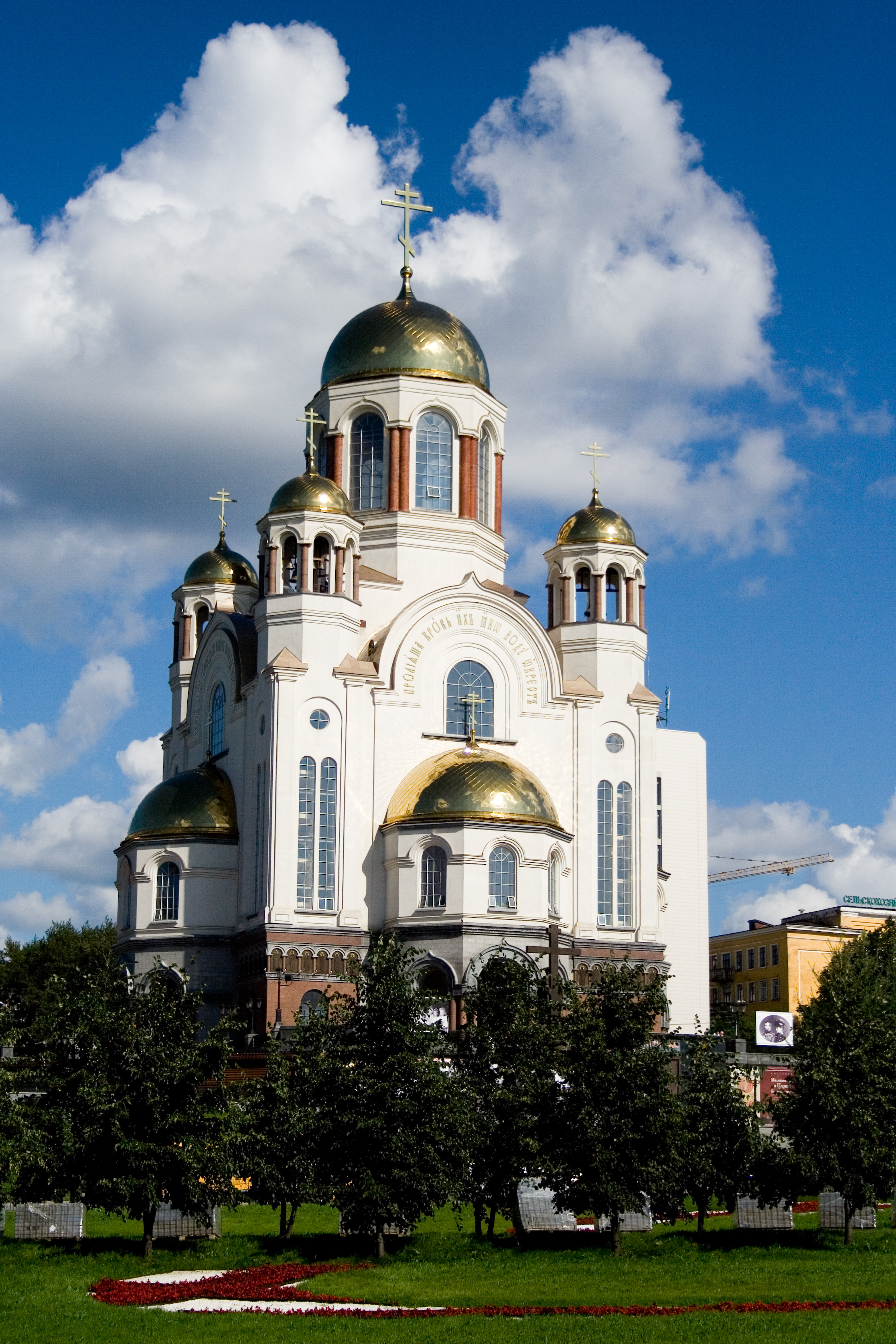
Igreja do Sangue em Ecaterimburgo, construída no lugar onde Nicolau II e sua família foram mortos em 1918.

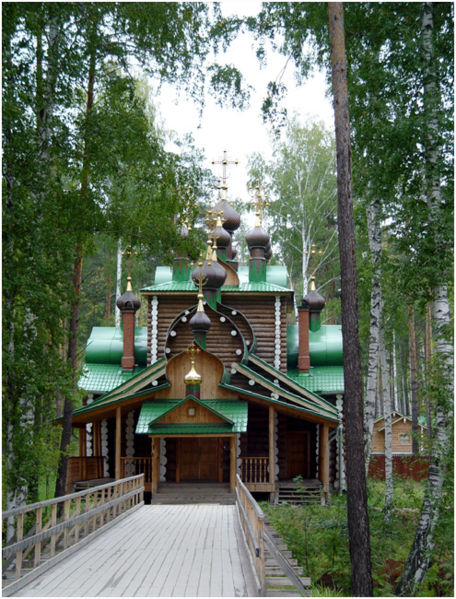
Igreja de são Nicolau II no Monastério Romanov próximo ao lugar onde os restos mortais dos romanovs foram encontrados em Ganina Yama.

O Patriarcado de Moscou em última análise, canonizou a família como Portadores da Paixão: pessoas que enfrentam a morte com resignação, de uma forma semelhante à de Cristo, distinto de mártires, que são mortos explicitamente por sua fé. Os defensores citam czares anteriores que tinham sido canonizados como portadores da paixão, como o Tsarevich Dimitri, assassinado no final do século XVI, como um precedente para a canonização da família Romanov. Eles observaram a piedade da família e relatos de que a czarina e sua filha mais velha Olga oraram e tentaram fazer o sinal da cruz imediatamente antes de morrer.
Apesar da sua designação oficial como "portadores da paixão" pelo Concílio de Agosto de 2000, no entanto, eles são chamados de "mártires" em publicações da Igreja, ícones e na veneração popular.
Os corpos do czar Nicolau II, a czarina Alexandra e de três de suas filhas foram finalmente enterrados na Catedral de Pedro e Paulo em São Petersburgo em 17 de julho de 1998, 80 anos depois que eles foram assassinados. Os corpos de Alexei e uma de suas irmãs estavam naquele momento faltando.
Em 23 de agosto de 2007, um arqueólogo russo anunciou a descoberta de dois esqueletos parciais queimados, em um local de fogueira em Ganina Yama perto de Ecaterimburgo, que parecia coincidir com o local descrito nas memórias do assassino Yakov Yurovsky. Os arqueólogos afirmaram que os ossos são de um menino com idade aproximada entre dez e treze anos no momento de sua morte e de uma jovem mulher com idade aproximada entre dezoito e vinte e três anos de idade. Anastasia tinha dezessete anos e um mês de idade na época do assassinato, enquanto sua irmã Maria tinha dezenove anos e um mês de idade e seu irmão Alexei estava a duas semanas de seu décimo quarto aniversário. As irmãs mais velhas de Anastasia, Olga e Tatiana, tinham vinte e dois e vinte e um anos de idade na época do assassinato. Junto com os restos mortais dos dois corpos, os arqueólogos encontraram "cacos de um recipiente com ácido sulfúrico, unhas, tiras de metal de uma caixa de madeira e balas de vários calibres." Os ossos foram encontrados usando detectores de metal e hastes de metal como sondas.
Testes preliminares dos cientistas forenses russo anunciados em 22 de janeiro de 2008 indicaram um "elevado grau de probabilidade" que os restos pertencem à Alexei e uma de suas irmãs. O especialista chefe forense de Ecaterimburgo, Nikolai Nevolin, indicou que os resultados seriam comparados com os obtidos por especialistas estrangeiros. Em 30 de abril de 2008, os cientistas forenses russos anunciaram que o teste de DNA comprova que os restos pertencem a Alexei e uma de suas irmãs. Com esse resultado, toda a família do czar foi contabilizada.
Desde o final do século XX, fiéis atribuem a cura de doenças ou de conversão à Igreja Ortodoxa às suas orações a Maria e Alexei, bem como para o resto da família.